# RapidSVN
RapidSVN — простой в использовании и достаточно функциональный кроссплатформенный клиент для системы управления версиями Subversion.
Поддерживает все стандартные команды SVN (import, export, checkout, update, commit, add, delete, move) и несколько дополнительных функций, таких как bookmarks и cleanup. Функции программы доступны через меню: главное или контекстное меню, доступное по нажатию правой кнопки мыши. Интерфейс RapidSVN основан на концепции проекта и устроен подобно Windows Explorer (слева структура каталогов, справа файлы).
Однако по своим возможностям RapidSVN уступает, к примеру, TortoiseSVN.
Это оболочка создана и поддерживается той же группой разработчиков, что и сама Subversion. 
Она написана на C++ с использованием wxWidgets. В силу этого на Linux он будет удобен пользователям GNOME. 
Работает в операционных системах Microsoft Windows, Linux, Unix, Mac OS X.